# Trận Trang viên Brécourt
Trận Trang viên Brécourt (tiếng Anh: Brécourt Manor Assault) là một cuộc đột kích của lính dù Mỹ vào trận địa pháo 105 mm của Đức Quốc Xã tại Trang viên Brécourt trong buổi sáng ngày D (6 tháng 6 năm 1944) của cuộc đổ bộ vào Normandie trong Chiến tranh thế giới thứ hai. Cuộc đột kích thường được lấy làm ví dụ cơ bản về cách cầm quân và các chiến thuật tấn công theo những đội hình nhỏ khi phải đối mặt với lực lượng kẻ thù áp đảo hoàn toàn.

## Mục tiêu
Do Trung úy Thomas Meehan III, chỉ huy Đại đội E, Tiểu đoàn 2, Trung đoàn Bộ binh Nhảy dù 506 không có mặt tại điểm tập kết, quyền chỉ huy của Đại đội được giao cho Trung úy Richard Winters. Sau khi tập hợp cùng các đơn vị lính dù tại Le Grand Chemin vào sáng ngày 6 tháng 6, Winters được lệnh gặp mặt với chỉ huy Tiểu đoàn 2, Thiếu tá Robert L. Strayer. Với mệnh lệnh đơn giản "Có hỏa lực pháo được bắn ra từ rặng cây này. Hãy lo liệu nó", và không có chỉ dẫn nào khác, Winters nhận ra anh được giao nhiệm vụ tiêu diệt một trận địa pháo của quân Đức. Trận địa pháo trước đó được Tình báo Đồng Minh dự đoán rằng có sự xuất hiện của pháo 88 mm hoặc 105 mm và chúng hướng thẳng về Đường số 2, đường di chuyển của Sư đoàn Bộ binh số 4 đổ bộ từ Bãi Utah.
Winters tự mình đi thăm dò lúc 08:30, sau đó quay về tập hợp một nhóm lính dù gồm 12 người từ Đại đội E và các đại đội khác. Do không nắm được vị trí của các ụ súng máy ở phía nam Le Grand Chemin và không có thông tin về quân Đức ở bên kia rặng cây, Winters đã cho lực lượng tấn công vào Trang viên Brécourt, cách Bãi Utah 3 dặm về phía tây nam và ở phía bắc của làng Sainte-Marie-du-Mont. Tại đó, Winters phát hiện ra vị trí đóng quân của Tiểu đoàn 6, Trung đoàn Pháo binh 90, với bốn khẩu pháo 105 mm leFH 18 được đặt trong hệ thống hào liên kết với nhau và được bảo vệ bởi một đại đội bộ binh.
Winters tin rằng đơn vị làm nhiệm vụ bảo vệ các khẩu pháo thuộc Trung đoàn Nhảy dù số 6 (Fallschirmjägerregiment) với hệ thống súng máy MG42 cố định. Winters ước tính có khoảng 60 lính Đức có mặt tại trang viên lúc đó. Các tổ vận hành ban đầu của các khẩu pháo đã bỏ vị trí vào đêm diễn ra cuộc đổ bộ của lính dù. Trung tá Friedrich von der Heydte thuộc Trung đoàn Nhảy dù số 6, đang làm nhiệm vụ quan sát Bãi Utah thì nhận được tin các khẩu pháo đã bị bỏ trống. Heydte quay về Carentan, ra lệnh cho Tiểu đoàn 1 chiếm giữ và bảo vệ Sainte-Marie-du-Mont và Brécourt, đồng thời tìm người để vận hành cho những khẩu pháo bị bỏ trống.

## Diễn biến
Sau khi áp sát trận địa pháo, Winters lên kế hoạch cho một tổ súng máy M1919 làm nhiệm vụ bắn hỗ trợ và cho vài người (Thiếu úy Lynn D. Compton, Binh nhì Donald Malarkey và Trung sĩ William J. Guarnere) đi vòng sang trận địa pháo và tiêu diệt một ụ súng máy bằng lựu đạn rồi bắn hỗ trợ
Trong khi hệ thống hào nối vị trí của các khẩu pháo với nhau để quân phòng thủ có thể dễ dàng tiếp tế đạn và bảo vệ các khẩu pháo, chúng cũng bộc lộ yếu điểm lớn nhất. Sau khi tràn vào trận địa và phá hủy khẩu pháo đầu tiên, Winters và nhóm lính dù đã dùng các đoạn hào để di chuyển và tấn công các khẩu pháo còn lại. Các khẩu pháo được phá hủy bằng cách cho một hộp thuốc nổ TNT vào nòng pháo và kích nổ chúng bằng lựu đạn của Đức.
Lực lượng tiếp viện từ Đại đội D, dẫn đầu bởi Thiếu úy Ronald C. Speir, tiến vào trận địa để tiếp tế đạn dược cho nhóm của Winters. Speir dẫn tổ năm người xung phong tấn công khẩu pháo cuối cùng. Nổi tiếng là người dũng cảm, Speir đã trèo ra ngoài hào để tấn công khẩu pháo.
Sau khi phá hủy bốn khẩu pháo, nhóm lính dù bị tấn công dữ dội bởi các đơn vị súng máy đóng ở gần Trang viên Brécourt và Winters ra lệnh rút lui. Trong lúc đó, Winters phát hiện ra bản đồ ghi lại vị trí của từng khẩu pháo và súng máy được đặt tại Bán đảo Cotentin. Khi quay về Le Grand Chemin, Winters đã đưa tấm bản đồ cho Trung úy Richard Nixon, sĩ quan tình báo của Tiểu đoàn 2 (và là bạn thân của Winters). Nhận ra tầm quan trọng của thông tin có trong tấm bản đò, Nixon đã chạy gần ba dặm từ vị trí đóng quân của Tiểu đoàn 2 ra Bãi Utah và đưa tấm bản đồ tới chỉ huy bãi biển. Nixon sau đó quay trở về Le Grand Chemin với hai xe tăng Sherman DD, được gửi đi để hỗ trợ lực lượng lính dù trong đất liền.
Winters sau đó đã chỉ dẫn hai xe tăng đó tiêu diết nốt những ổ đề kháng còn lại.
Winters mất một người lính trong trận đánh, Binh nhất John D. Halls, thuộc một trung đội pháo cối 81 mm của Đại đội A, và Binh nhì Robert “Popeye” Wynn bị thương do trúng đạn vào hông. Chuẩn úy Andrew Hill tử trận do lạc vào trận đánh trong khi đang đi tìm vị trí đóng quân của Trung đoàn 506. Trung sĩ Julius “Rusty” Houck từ Đại đội F, tử trận khi đang tấn công khẩu pháo thứ tư cùng Speirs. Một lính dù của Đại đội D tử trận và một người khác bị thương.

## Kết quả
Cuộc đổ bộ vào Bãi Utah diễn ra thuận lợi và gặp ít trở ngại, một phần nhờ vào sự thành công của cuộc đột kích vào những khẩu pháo. Đại tá Robert Sink, chỉ huy Trung đoàn 506, đã kiến nghị trao thưởng cho Winters tấm Huân chương Danh Dự, nhưng kiến nghị sau đó bị từ chối và được hạ xuống Huân chương Thập tự Phục vụ Xuất sắc do chính sách mỗi sư đoàn chỉ được trao thưởng một Huân chương Danh Dự. Trong trường hợp Sư đoàn Không vận 101, tấm Huân chương Danh Dự được trao cho Trung tá Robert G. Cole, chỉ huy Tiểu đoàn 3, Trung đoàn 502.
Trận Trang viên Brécourt sau đó rơi vào quên lãng và không được các sự kiện lịch sử của quân đội nhắc đến trong các sự kiện về Ngày D. Nhà sử học Quân đội, Samuel Lyman Atwood Marshall, đã phỏng vấn Winters về trận đánh trong buổi họp công khai, với sự góp mặt của nhiều sĩ quan cấp cao của Sư đoàn 101. Trong cuốn hồi ký Beyond Band of Brothers, Winters đã hạ thấp công trạng của mình trong trận đánh để tránh nhận được những lời khen cho riêng ông và đảm bảo tính xác thực của trận đánh. Tuy nhiên, những người lính đã tham gia vào trận tấn công cùng Winters ngày hôm đó luôn đề cao vai trò của Winters trong trận đánh

## Khen thưởng

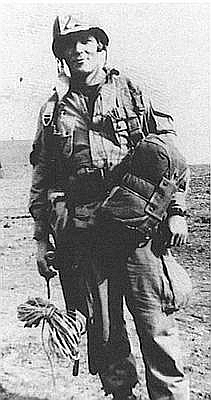
Richard D. Winters

Huân chương Thập tự Phục vụ Xuất sắc
- Trung úy (Thiếu tá) Richard D. Winters

Huân chương Sao Bạc
- Thiếu úy (Trung úy) Lynn D. Compton
- Trung sĩ (Trung sĩ Tham mưu) William J. Guarnere Sr.
- Binh nhất (Hạ sĩ Kĩ thuật/Kĩ thuật viên hạng năm) Gerald Lorraine

Huân chương Sao Đồng
- Trung sĩ (Trung úy) Carwood C. Lipton
- Binh nhì (Trung sĩ) Robert E. Wynn (Bị thương)
- Binh nhì Cleveland O'Neill Petty
- Binh nhì (Trung sĩ) Walter Hendrix
- Binh nhì (Trung sĩ Kĩ thuật) Donald G. Malarkey
- Binh nhì (Hạ sĩ Kĩ thuật/Kĩ thuật viên hạng năm) Joseph Liebgott
- Binh nhì John Plesha
- Hạ sĩ (Trung sĩ Tham mưu) Joe Toye
- Binh nhất John D. Halls (Tử trận)
- Trung sĩ Julius "Rusty" Houck (Tử trận)

Huân chương Trái Tim Tím
- Binh nhì (Trung sĩ) Robert E. Wynn (Bị thương)
- Binh nhất John D. Halls (Tử trận)
- Trung sĩ Julius "Rusty" Houck (Tử trận)
- Chuẩn úy Andrew Hill (Tử trận)

## Trong văn hóa đại chúng
Cuộc tấn công vào những khẩu pháo ở Trang viên Brécourt được tái hiện chi tiếp trong tập hai của bộ phim truyền hình dài tập nổi tiếng Band of Brothers ("Day of Days").
Trong nhiệm vụ thứ sáu của trò chơi góc nhìn thứ nhất Call of Duty, phát hành năm 2003, nhân vật chính được tham gia vào trận đột kích Trang viên Brécourt trong phần chơi của Hoa Kỳ.